# دریک کلمن

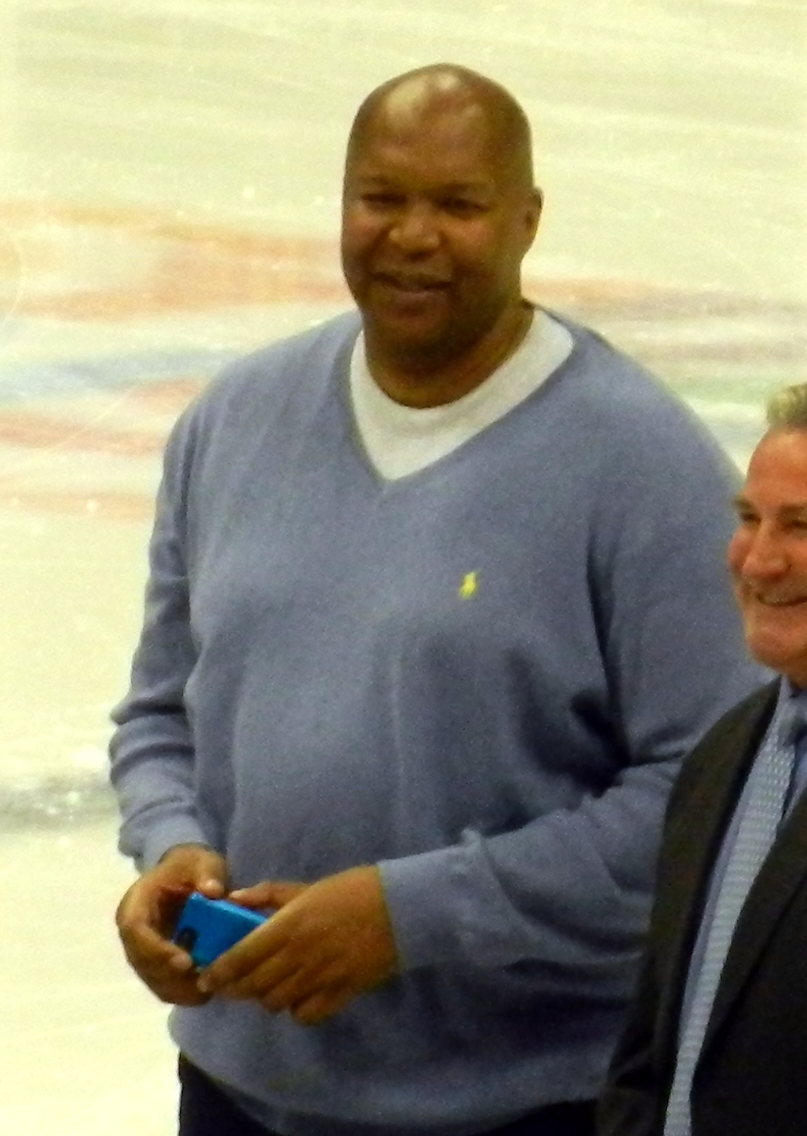
دریک کلمن در سال ۲۰۱۴

دریک کلمن (انگلیسی: Derrick Coleman؛ زاده ۲۱ ژوئن ۱۹۶۷) یک ورزشکار اهل ایالات متحده آمریکا است. 